# Kerkrade Centrum vasútállomás
Kerkrade Centrum vasútállomás vasútállomás Hollandiában, Kerkrade településen. Az állomást az Nederlandse Spoorwegen üzemelteti.

## Vasútvonalak
Az állomást az alábbi vasútvonalak érintik:
- Schaesberg–Simpelveld-vasútvonal
- Heuvellandlijn

## Kapcsolódó állomások
A vasútállomáshoz az alábbi állomások vannak a legközelebb:
- Chevremont vasútállomás